# Grevillea leucopteris
Espèce
Classification phylogénétique
Grevillea leucopteris est une espèce d'arbuste de la famille des Proteaceae endémique dans le sud-ouest de l'Australie-Occidentale. Il peut mesurer jusqu'à 5 mètres de hauteur et produit des fleurs blanches ou crème à l'odeur désagréable -d'où son nom anglais de Old Socks- entre janvier et juillet (du milieu de l'hiver au milieu de l'été) dans son aire naturelle.
L'espèce a été décrite pour la première fois par le botaniste Carl Meissner, sa description publiée dans Hooker's Journal of Botany and Kew Garden Miscellany en 1855.